# Jussi Halla-aho
Jussi Halla-aho é um linguista, político e blogueiro finlandês, membro do Partido dos Verdadeiros Finlandeses (nacionalista).

Desde 20 de junho de  2023, é o Presidente do Parlamento da Finlândia (Eduskunta/Riksdagen). É costume este posto ser atribuído ao segundo maior partido do hemiciclo.

Nasceu em 1971, em Tampere, na Finlândia. 
Foi deputado do Parlamento da Finlândia em 2011-2014, deputado do Parlamento Europeu em 2014-2019 e líder do Partido dos Verdadeiros Finlandeses em 2017-2021.

Jussi Halla-aho é descrito como "nacionalista finlandês", "adversário da imigração e do multiculturalismo", assim como "eurocético".